# دولار تايواني قديم

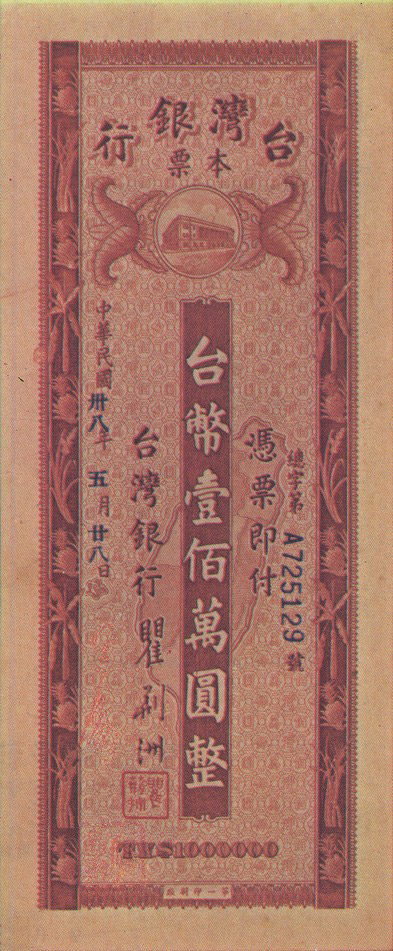
دولار التايواني القديم والتي كانت تسمى الدولار الصيني القديم

دولار تايواني قديم (بالصينية: 舊臺幣)، هي العملة الأولى لجمهورية الصين الوطنية، وتم إصدار العملة الرسمية عام 1946م، وانتهت عام 1949م وتم نقل الإدارة الرسمية إلى تايوان، وإصدار دولار التايواني الجديد.

## التاريخ
خضعت تايوان للحكم الياباني من عام ١٨٩٥ حتى عام ١٩٤٥، وأصدرت حكومة تايوان الاستعمارية الين التايواني خلال هذه الفترة من خلال بنك تايوان. في عام ١٩٤٥، وبعد هزيمة الإمبراطورية اليابانية في الحرب العالمية الثانية، سُلّمت تايوان إلى جمهورية الصين. في غضون عام، تولت الحكومة القومية السيطرة على بنك تايوان وأصدرت دولارات تايوانية (المعروفة أيضًا باسم اليوان القومي التايواني أو TWN) كبديل "مؤقت" للين التايواني بسعر صرف واحد إلى واحد. طُبعت الأوراق النقدية الجديدة في البداية في شنغهاي، وشُحنت إلى تايبيه. بعد أن عزز القوميون سيطرتهم على تايوان، طُبعت الأوراق النقدية في تايبيه. لم تكن العملة مقسمة (لم تُقسّم إلى سنتات)، ولم تُصدر أي عملات معدنية.
بسبب الحرب الأهلية الصينية في أواخر أربعينيات القرن العشرين، عانت تايوان، شأنها شأن بقية أنحاء الصين القارية، من تضخم مفرط. ومع تفاقم التضخم، أصدرت الحكومة أوراقًا نقدية بفئات أعلى فأعلى، تصل إلى مليون يوان. ولأن تضخم الدولار التايواني لم يكن سوى أثر جانبي لتضخم اليوان الصيني آنذاك في الصين القارية، فقد انخفضت قيمته بمعدل أبطأ من العملة المستخدمة في البر الرئيسي.
استُبدل الدولار التايواني بالدولار التايواني الجديد في 15 يونيو 1949، بمعدل دولار جديد واحد مقابل 40,000 دولار قديم. هُزم القوميون على يد الشيوعيين في ديسمبر من العام نفسه، فانسحبوا إلى تايوان. ثم أعلنت الحكومة في الأحكام المؤقتة السارية خلال فترة التمرد الشيوعي أن الدولارات التي يصدرها بنك تايوان ستصبح العملة الجديدة المتداولة.